# خوشچه
خوشچه (به لهستانی:  Choszcze) یک روستا در لهستان است که در گمینا مروزه واقع شده‌است. خوشچه ۸۰ نفر جمعیت دارد.